# Calamagrostis bolanderi
Calamagrostis bolanderi es una especie de tussok de la familia Poaceae. Es nativa de Norteamérica.

## Descripción
Es una planta perenne que alcanza un tamaño de entre 0,5 y 1,5 metros, cada tallo erguido tiene generalmente cuatro nodos herbáceos. Tiene hojas planas y abiertas,  las inflorescencias con muy pequeñas espiguillas. Cada espiguilla se compone de un flósculo rodeado por un par de suaves brácteas en forma de V.

## Distribución y hábitat
Es endémica del norte de California, donde crece en hábitats costeros húmedos como los bosques templados de coníferas, prados húmedos y turberas, y matorral costero. 

## Taxonomía
Calamagrostis bolanderi fue descrita por George Thurber y publicado en Geological Survey of California, Botany 2: 280. 1880.
Etimología
Ver: Calamagrostis
bolanderi: epíteto otorgado en honor de Henry Nicholas Bolander (1831-1897), un recolector de plantas en el Parque nacional de Yosemite en California en 1864.
Sinonimia
- Calamagrostis varia Thurb.
- Deyeuxia bolanderi (Thurb.) Vasey
- Deyeuxia bolanderi (Thurb.) Scribn.	[3][4]